# Chalcoscirtus tanasevichi
Chalcoscirtus tanasevichi là một loài nhện trong họ Salticidae.
Loài này thuộc chi Chalcoscirtus. Chalcoscirtus tanasevichi được Yuri M. Marusik miêu tả năm 1991.